# Riserva naturale orientata
Una riserva naturale orientata (R.N.O.) è un tipo di area naturale protetta in cui sono consentiti interventi colturali, agricoli e silvo-pastorali purché non in contrasto con la conservazione degli ambienti naturali. Al contorno delle zone di riserva (zona A) è individuata un'area di pre-riserva (zona B) a sviluppo controllato al fine di integrare il territorio circostante nel sistema di tutela ambientale.
La R.N.O. è una delle tipologie di riserva naturale ufficialmente definite in Italia, insieme alle riserva naturale speciale e alla riserva naturale integrale (R.N.I.), in uso anche nei documenti ufficiali del Ministero dell'ambiente e della tutela del territorio e del mare.
Sono riconosciute con Decreto del ministero dell'Ambiente.
Talvolta, le riserve sono naturali orientate e biogenetiche, come nei casi della riserva naturale Colle di Licco (DD.MM. 26.07.71/02.03.77), della riserva naturale Feudo Intramonti (DD.MM. 09.02.72/02.03.77) e della riserva naturale Valle dell'Orfento (DD.MM. 11.09.71/02.03.77).
In Sicilia (ma non solo), come esposto nel paragrafo "particolarità regionali" si pone una distinzione tra la zona di pre-riserva e area tutelata B, come zone che  circondano quella "A" oggetto della tutela. 

## Riserve naturali orientate italiane
Segue l'elenco delle riserve naturali orientate riconosciute nel 6º aggiornamento approvato con Decreto Ministeriale del 27 aprile 2010 e pubblicato nel supplemento ordinario n. 115 alla Gazzetta Ufficiale n. 125 del 31 maggio 2010:
- Riserva naturale Fara San Martino-Palombaro (D.M. 02.02.83)
- Riserva naturale Feudo Ugni (D.M. 15.09.81)
- Riserva naturale Lama Bianca di Sant'Eufemia a Maiella (D.M. 05.06.87)
- Riserva naturale Monte Rotondo (D.M. 18.10.82)
- Riserva naturale Monte Velino (D.M. 21.07.87)
- Riserva naturale Piana Grande della Maielletta (D.M. 18.10.82)
- Riserva naturale Gole del Raganello (D.M. 21.07.87)
- Riserva naturale Valle del Fiume Argentino (D.M. 21.07.87)
- Riserva naturale Valle del Fiume Lao (D.M. 21.07.87 - D.P.R. 15.11.93)
- Riserva naturale Cratere degli Astroni (D.M. 24.07.87)
- Riserva naturale Valle delle Ferriere (DD.MM. 29.03.72/02.03.77)
- Riserva naturale Duna costiera ravennate e foce torrente Bevano (D.M. 05.06.79)
- Riserva naturale Foce Fiume Reno (D.M.16.03.81)
- Riserva naturale Sacca di Bellocchio II (D.M. 05.11.79)
- Riserva naturale Montedimezzo (DD.MM. 11.09.71)
- Riserva naturale Pesche (DD.MM. 15.04.82 / 30.11.83)
- Riserva naturale Quarto Santa Chiara (D.M. 10.10.82)
- Riserva regionale San Giuliano (L.R. 39, 10.04.00)
- Riserva naturale orientata Bosco Pantano di Policoro (L.R. 28, 08.09.99)
- Riserva naturale orientata Bosco della Frattona (D.P.G.R. 299, 27.03.84)
- Riserva naturale orientata Bosco di Scardavilla (D.C.R. 342, 29.01.91)
- Riserva naturale orientata Fontanili di Corte Valle Re (D.C.R. 893, 27.02.92)
- Riserva naturale orientata di Monte Prinzera (D.C.R. 422, 23.04.91 - D.C.R. 914, 18.03.92)
- Riserva naturale orientata di Onferno (D.C.R. 421, 23.04.91)
- Riserva naturale orientata Parma Morta (D.C.R. 208, 06.12.90)
- Riserva naturale orientata di Sassoguidano (D.C.R. 2411, 08.03.95)
- Riserva naturale orientata Cassa di espansione del Fiume Secchia (D.C.R. 516, 17.12.96)
- Riserva naturale orientata Dune fossili di Massenzatica (D.C.R. 229, 31.01.96)
- Riserva naturale orientata Rupe di Campotrera (D.C.C. 1268, 13.10.99)
- Riserva naturale Abbazia Acqualunga (D.C.R. IV/249, 29.04.86)
- Riserva naturale Adda Morta (D.C.R. III/1845, 19.12.84)
- Riserva naturale Bosco de l'Isola (D.C.R. 196, 28.05.91)
- Riserva naturale Bosco di Barco (D.C.R. 1804, 20.12.89)
- Riserva naturale Complesso morenico di Castellaro Lagusello (D.C.R. III/1738, 11.10.84)
- Riserva naturale dell'Isola Boscone (D.C.R. IV/566, 29.01.87)
- Riserva naturale Lago di Biandronno (D.C.R. III/1857, 19.12.84)
- Riserva naturale Lago di Ganna (D.C.R. III/1856, 19.12.84)
- Riserva naturale Lanca di Gabbioneta (D.C.R. 1389, 31.05.89)
- Riserva naturale Lanche di Azzanello (D.C.R. 1388, 31.05.89)
- Riserva naturale Le Bine (D.C.R. IV/769, 01.10.87)
- Riserva naturale Monticchie (D.C.R. IV/1177, 28.07.88)
- Riserva naturale Palude Brabbia (D.C.R. III/1855, 19.12.84)
- Riserva naturale Palude di Ostiglia (D.M.A.F. 11.06.84 - D.C.R. III/1737,11.10.84)
- Riserva naturale Palude Loja (D.C.R. IV/758, 01.10.87)
- Riserva naturale Pian di Spagna e Lago di Mezzola (D.C.R. III/1913, 06.02.85)
- Riserva naturale Riva orientale del Lago di Alserio (D.C.R. III/1798, 15.11.84)
- Riserva naturale Torbiere del Sebino d'Iseo (D.C.R. III/1846, 19.12.84)
- Riserva naturale Torbiere di Marcaria (D.C.R. 1390, 31.05.89)
- Riserva naturale Vallazza (D.C.R. 102, 24.01.91)
- Riserva naturale Valle del Freddo (D.C.R. III/1205, 25.03.85)
- Riserva naturale Valli del Mincio (D.C.R. III/1739, 11.10.84)
- Riserva naturale orientata Bosco dei Bordighi (D.C.R. 1262, 29.11.94)
- Riserva naturale orientata Lanca di Gerole (D.C.R. 178, 06.02.01)
- Riserva naturale orientata Bosco Ronchetti (D.C.R. 421, 27.02.02)
- Riserva naturale regionale orientata di Ripa Bianca (D.C.R. 85, 22.03.03)
- Riserva naturale della Vauda (L.R. 23, 07.06.93)
- Riserva naturale delle Baragge (L.R. 03, 14.01.92)
- Riserva naturale Bosco di Alcamo (DD.AA.RR. 206, 29.06.84/ 30.05.87/14.05.00)
- Riserva naturale Cavagrande del Cassibile (DD.AA.RR. 88, 14.03.84 / 649, 13.07.90/20,11,97)
- Riserva naturale Fiume Fiumefreddo (DD.AA.RR. 205, 29.06.84/30.05.87)
- Riserva naturale Foce del Fiume Belice e dune limitrofe (DD.AA.RR. 83, 14.03.84 / 30.05.87 / 02.07.88)
- Riserva naturale Foce del Fiume Platani (DD.AA.RR. 216, 04.07.84 / 30.05.87)
- Riserva naturale Le Montagne delle Felci e dei Porri (DD.AA.RR. 87, 14.03.84 / 30.05.87)
- Riserva naturale Oasi del Simeto (DD.AA.RR. 85, 14.03.84/30.05.87/13.03.02/29.03.02)
- Riserva naturale orientata dello Zingaro (L.R. 98, 06.05.81 - DD.AA. 09.05.88 - 22.10.99)
- Riserva naturale Pino d'Aleppo (D.A.R. 536, 08.06.90)
- Riserva naturale orientata Monte Pellegrino (DD.AA. 610/44, 06.10.95 - 13.11.01)
- Riserva naturale orientata "Isole dello Stagnone di Marsala" (D.A. 215/84, 04.07.84)
- Riserva naturale orientata Saline di Trapani e Paceco (D.A. 275 del 1995)
- Riserva naturale orientata Biviere di Gela (D.A. 585/44, 01.09.97)
- Riserva naturale Lago Soprano (D.A. 799/44, 28.12.00)
- Riserva naturale orientata Isola di Vulcano (D.A. 797/44, 28.12.00)
- Riserva naturale orientata Saline di Priolo (D.A. 807/44, 28.12.00)
- Riserva naturale orientata Torre Salsa (DD.AA. 273/44, 23.06.00 - 19.12.00)
- Riserva naturale orientata Capo Rama (D.A. 274/4, 23.06.00)
- Riserva naturale orientata Bosco della Ficuzza, Rocca Busambra, Bosco del Cappelliere e Gorgo del Drago (D.A. 365/44, 26.07.00)
- Riserva naturale orientata Monte S. Calogero (Kronio) (D. A. 366/44, 26.7.00)
- Riserva naturale orientata Vallone di Piano della Corte (D. A. 338/44, 25.7.00)
- Riserva naturale orientata Monte Capodarso e Valle dell'Imera Meridionale (D.A. 513/44, 27.10.99)
- Riserva naturale orientata Laghetti di Marinello (D.A.745/44, 10.12.98)
- Riserva naturale orientata La Timpa (D.A.149/44, 23.04.99)
- Riserva naturale orientata Isola di Ustica (D.A. 820/44, 20.11.97)
- Riserva naturale orientata Isola di Lampedusa (DD.AA. 291/44, 16.5.95 - 533/44, 11.8.95)
- Riserva naturale orientata Pizzo Cane, Pizzo Trigna e Grotta Mazzamuto (D.A. 83/44, 18.4.00)
- Riserva naturale Orientata Fiumedinisi e Monte Scuderi (D.A.743/44, 10.12.98)
- Riserva naturale orientata Isola di Pantelleria (DD.AA. 741/44, 10.12.98 - 31.10.01)
- Riserva naturale orientata Bosco di Favara e Bosco Granza (D.A.478/44, 25.7.97)
- Riserva naturale orientata Monte Cammarata (D.A. 86/44, 18.4.00)
- Riserva naturale orientata Bosco di Malabotta (D.A. 477/44, 25.07.97)
- Riserva naturale orientata Isola di Alicudi (D.A. 484/44, 25.07.97)
- Riserva naturale orientata Monte Altesina (DD.AA. 476/44, 25.7.97 - 16.02.99)
- Riserva naturale orientata Sughereta di Niscemi (D.A. 475/44, 25.07.97)
- Riserva naturale orientata Isola delle Femmine (D.A. 584/44, 01.09.97)
- Riserva naturale orientata Monti di Palazzo Adriano e Valle del Sosio (D.A. 481/44, 25.07.97)
- Riserva naturale orientata Monte Carcaci (D.A. 480/44, 25.07.97)
- Riserva naturale orientata Monte Cofano (D.A. 486/44, 25.07.97)
- Riserva naturale orientata Pantalica, Valle dell'Anapo e Torrente Cava Grande (D.A. 482/44, 25.07.97)
- Riserva naturale orientata Monte Genuardo e Santa Maria del Bosco (D.A. 479/44, 25.07.97)
- Riserva naturale orientata/Integrale Isola di Linosa e Lampione (D.A. 82/44, 18.04.97)
- Riserva naturale orientata Sambuchetti-Campanito (D.A. 85/44, 18.04.00)
- Riserva naturale orientata Monte San Calogero (D.A. 742/44, 10.12.98)
- Riserva naturale orientata Isola di Stromboli e Strombolicchio (D.A. 819/44, 20.11.97)
- Riserva naturale orientata Isola Bella (DD.A A.619/44, 4.11.98 - 08.08.01)
- Riserva naturale orientata Serre della Pizzuta (D.A. 744/44, 10.12.98)
- Riserva naturale orientata Serre di Ciminna (D.A. 821/44, 20.11.97)
- Riserva naturale orientata Bagni di Cefalà Diania e Chiarastella (D.A. 822/44, 20.11.97)
- Riserva naturale orientata Rossomanno-Grottascura-Bellia (D.A. 84/44, 18.04.00)
- Riserva naturale orientata Bosco di Santo Pietro (D.A. 116/44, 23.03.99)
- Riserva naturale orientata Capo Gallo (D. A. 438/44, 21.06.01)
- Riserva naturale orientata Laguna di Capo Peloro (D.A. 437/44, 21.06.01)
- Riserva naturale orientata Isola di Filicudi e scogli Canna e Montenassari (D.A. 485/44, 25.7.97)
- Riserva naturale regionale orientata Palude La Vela (L.R. 11, 15.05.06)
- Riserva naturale regionale orientata Bosco delle Pianelle (D.C.C. 63, 07.06.94)
- Riserva naturale regionale orientata Bosco di Cerano (L.R. 26, 23.12.2002)
- Riserva naturale regionale orientata Boschi di Santa Teresa e dei Lucci (L.R. 23, 23.12.2002)
- Riserva naturale regionale orientata dei Laghi di Conversano e Gravina di Monsignore (L.R. 16, 13.06.06)
- Riserva naturale regionale orientata del Litorale Tarantino Orientale (L.R. 24, 23.12.02)
- Riserva naturale regionale orientata Palude del Conte e Duna Costiera - Porto Cesareo (L.R. 15.03.2006)
- Riserva naturale orientata geologica di Contrada Scaleri (D.A. 587/44 01.09.1997)
- Riserva naturale orientata Grotta della Molara (D.A. 9 aprile 2008)
- Riserva naturale orientata Isola di Filicudi e scogli Canna e Montenassari (D.A. 485/44, 25.07.1997)
- Riserva naturale orientata Pantani della Sicilia Sud-Orientale (D.D.G. 577, 27/07/2011)
- Riserva naturale orientata Pian di Landro-Baldassare (DD.MM. 26.07.71/02.03.77-D.I. 27.09.96-Verbale di consegna 28.11.97-D.G. 577, 03.03.98)
- Riserva naturale orientata Isola di Panarea e scogli viciniori (D.A. 483/44 del 25-07-1997)

### Riserve naturali orientate e biogenetiche italiane
- Riserva naturale Colle di Licco (DD.MM. 26.07.71/02.03.77)
- Riserva naturale Feudo Intramonti (DD.MM. 09.02.72/02.03.77)
- Riserva naturale Valle dell'Orfento (DD.MM. 11.09.71/02.03.77)
- Riserva naturale Grotticelle (DD.MM. 11.09.71/02.03.77)
- Riserva naturale Rubbio (DDM. 29.03.72/02.03.77)
- Riserva naturale Valle delle Ferriere (DD.MM. 29.03.72/02.03.77)
- Riserva naturale Duna costiera di Porto Corsini (D.M. 15.04.83)
- Riserva naturale Guadine Pradaccio (DD.MM. 26.07.71/02.03.77)
- Riserva naturale Sacca di Bellocchio III (D.M. 16.03.81)
- Riserva naturale Agoraie di sopra e Moggetto (DD.MM. 26.07.71/02.03.77/30.05.86)
- Riserva naturale Bosco Fontana (DD.MM. 29.03.72/10.04.76/02.03.77)
- Riserva naturale Collemeluccio (DD.MM. 11.09.71/13.07.77)
- Riserva naturale Monte Mottac (DD.MM. 26.07.71/02.02.77)
- Riserva naturale Falascone (DD.MM. 26.07.71/02.02.77)
- Riserva naturale Murge Orientali (DD.MM. 29.03.72/02.03.77)
- Riserva naturale Campolino (DD.MM. 26.07.71/29.03.72/02.03.77)
- Riserva naturale Somadida (DD.MM. 29.03.72/02.03.77)
- Riserva naturale Val Tovanella (DD.MM. 28.12.71/02,03.77)
- Riserva naturale orientata Pian di Landro Baldassare (DD.MM. 26.07.71/02.03.77 - D.I. 27.09.96)

## Particolarità regionali

### Sicilia
In Sicilia, per lo statuto speciale, la competenza è della Regione e le riserve sono riconosciute con Decreto dell'assessorato regionale Territorio e ambiente.
Nell'isola, in riferimento al significato di pre-riserva e di zona "B", sulla scorta della L. r. n. 14/1988 (sostitutiva e integrativa della L. r. n. 98/1981), non è chiaro che cosa siano effettivamente le zone "B"  e le "aree di pre-riserva" nelle riserve non comprese nella perimetrazione dei parchi della Regione. Queste ultime, infatti, sono ristrette alle sole zone "A", mentre tutto il resto del territorio sottoposto a tutela altro non è che "area di pre-riserva", a prescindere dalla tipologia delle riserve, siano esse R.N.I. o R.N.O.
Nella realtà, le zone B di riserva (non ricadenti nei parchi) di cui alle planimetrie accluse ai decreti assessoriali, sembrano venire ridotte alle zone "c" delle riserve incluse nei parchi.
Il TITOLO I (Disposizioni generali), Art. 6 (ex art. 7 L. R. Sicilia  n. 98/1981) -Tipologia dei territori sottoposti a tutela - dopo avere classificato le aree oggetto di tutela, siano essere parco naturale o riserve naturali, al comma 2 dice: "Al contorno delle zone delimitate come parco o riserva sono individuate adeguate aree di protezione, pre-parco o pre-riserva, a sviluppo controllato allo scopo di integrare il territorio circostante nel sistema di tutela ambientale" e al comma 3: "In tali aree possono essere previste iniziative idonee a promuovere le risorse locali, con particolare riguardo alle attività artigianali, silvo-pastorali, zootecniche e alla lavorazione dei relativi prodotti, nonché alle attività ricreative, turistiche e sportive". Attività che possono stare in zona di pre-riserva, ovvero in zona cuscinetto tra il territorio libero e il territorio vincolato a riserva naturale. 
Il legislatore sembra di essersi astenuto dal dare una definizione netta, demandando all'esecutivo il compito di stabilirlo, all'interno del singolo decreto istitutivo.
L'Assessorato regionale Territorio e Ambiente, infatti, con i D. A. e i "regolamenti", dopo che il Consiglio regionale per la protezione del patrimonio naturale (CRPPN) si esprime: "in ordine alla tipologia ed alle delimitazione dell'area di riserva, indicando, altresì quale soggetto, cui affidare la gestione (come da D.A. per la Costituzione della riserva naturale "Oasi faunistica di Vendicari", Art. 3, pag. 13), lascia intendere che le zone "B" delle riserve non comprese nei parchi, altro non sono che le "aree di pre-riserva". I Comuni, ai sensi dell'art. 23, comma 3: " Per le aree di pre-riserva , nel rispetto.....entro centottanta giorni dalla data del decreto istitutivo delle riserve o del decreto approvativo del regolamento... adottano piani di utilizzo finalizzati al raggiungimento degli obiettivi di cui all'art. 7, secondo e terzo comma".